# Jared S. Gilmore
Jared Scott Gilmore (San Diego, Kalifornia, 2000. május 30. –) amerikai gyerekszínész. 
Ismert szerepei Bobby Draper a Mad Men – Reklámőrültek és Henry Mills az Egyszer volt, hol nem volt című televíziós sorozatokban. Az utóbbiért 2012-ben megkapta a Young Artist-díjat.

## Gyermekkora
2000. május 30-án született, San Diego-ban, Kaliforniában. Két évig járt a John Robert Powers szakiskolába. Van egy ikertestvére, Taylor.

## Pályafutása
2009-ben ő játszotta Bobby Drapert a Mad Men – Reklámőrültek című sorozatban. A szereplő 2007-es megalkotása óta ő volt a harmadik színész – Maxwell Huckabee és Aaron Hart után –, aki eljátszotta őt.
2011-ben otthagyta a Mad Men-t és csatlakozott az Egyszer volt, hol nem volt című sorozat stábjához, mint Henry Mills, Emma Swan (Jennifer Morrison) és Neal Cassidy/Baelfire (Michael Raymond-James) vér szerinti fia. Ő Storybrook egyetlen lakója, aki nem áll a Gonosz Királynő (Lana Parrilla) varázslata alatt.

## Filmjei
| Év        | Cím                           | Szerep            | Megjegyzések               |
| --------- | ----------------------------- | ----------------- | -------------------------- |
| 2008      | Nyomtalanul                   | Matthew           |                            |
| 2008      | A tizennegyedik óra           | Owen              |                            |
| 2008-9    | Talkshow with Spike Ferestern | kis Bill O'Reilly | 9. rész                    |
| 2009      | Roommates                     | Graham            |                            |
| 2009      | Ha a gyerek az úr             | Baby Bailiff      |                            |
| 2009-10   | Mad Men – Reklámőrültek       | Bobby Draper      | Visszatérő szerep, 19 rész |
| 2010      | Ilyen a formám                | Cameo             |                            |
| 2010      | Hawthorne                     | Justin Adams      | 3 rész                     |
| 2010      | Men of a Certain Age          | Kennethy          |                            |
| 2010      | Dadus karácsonyra             | Jonas Ryland      |                            |
| 2011      | Wilfred                       | fiatal Ryan       |                            |
| 2011-2018 | Egyszer volt, hol nem volt    | Henry Mills       | Főszerepben                |
| 2012      | Szálljon el a bánat           | Kyle              |                            |

## Díjak és jelölések
| Év   | Díj                 | Kategória                                        | Munka                      | Eredmény  |
| ---- | ------------------- | ------------------------------------------------ | -------------------------- | --------- |
| 2009 | Screen Actors Guild | Kiemelkedő teljesítmény drámai sorozat stábjától | Mad Men-Reklámőrültek      | Megnyerte |
| 2012 | Young Artist-díj    | Legjobb előadás egy TV sorozatban                | Egyszer volt, hol nem volt | Megnyerte |
| 2013 | Young Artist-díj    | Legjobb előadás egy TV sorozatban                | Egyszer volt, hol nem volt | Jelölt    |
| 2013 | Szaturnusz-díj      | Legjobb fiatal színész                           | Egyszer volt, hol nem volt | Jelölt    |